# Lumen (corail)
Pour les articles homonymes, voir Lumen.
Le lumen (aussi appelé cavité calicinale) est, chez les coraux durs, le nom donné à la cavité intérieure du corallite.